# Purdy-Inseln
Die Purdy-Inseln, auch Mwilitau oder Nagerinseln (englisch Purdy Islands), sind eine weit verstreute, unbewohnte Inselgruppe im Norden von Papua-Neuguinea. Politisch gehören sie zur Provinz Manus.

## Geographie
Die Inseln und Riffe befinden sich im südlichen Bereich der Admiralitäts-Inseln, Manus liegt 69 km nördlich der Gruppe.
Die Purdy-Inseln bestehen aus den drei unbewohnten Inseln Mole, Mouse und Rat sowie den beiden (unbenannten) Inseln der Untergruppe der Bat-Inseln. Mole, die größte Insel, liegt im Nordosten der Gruppe, die Mouse Island befindet sich 6 km südwestlich von Mole; die schmale Insel Rat liegt 2 km südwestlich von Mouse, am südwestlichen Ende eines 5 km langen Riffes. Die beiden Inseln der Bat-Inseln befinden sich im Nordwesten der Purdy-Gruppe, 15 km nordwestlich vom Rat-Riff und 23 km westlich von Mole. Die Inseln sind alle tief liegend und von Korallenriffen umsäumt; mit Ausnahme der Insel Rat ist auf allen Vegetation vorhanden. 

## Liste der Inseln
Liste der Inselgruppen und Inseln der Purdy-Inseln:
| Inselname  | Aliasname | Koordinaten           | Fläche | Einwohner | Anmerkung |
| ---------- | --------- | --------------------- | ------ | --------- | --------- |
| Mole       |           | 02° 52′ S, 146° 27′ O | …      | -         |           |
| Mouse      |           | 02° 54′ S, 146° 24′ O | …      | -         |           |
| Rat        |           | 02° 46′ S, 146° 21′ O | …      | -         |           |
| Bat-Inseln |           | 02° 51′ S, 146° 14′ O | …      | -         | 2 Inseln  |

## Geschichte
Die Purdy-Inseln wurden zum Teil 1616 von Jacob Le Maire gesehen und 1817 vom Walfänger Abraham Bristow wiederentdeckt. Das Gebiet kam im Jahr 1885 unter deutsche Verwaltung und gehörte seit 1899 zu Deutsch-Neuguinea. 1887 erforschte Carl Schrader die Purdy-Inseln. 1914 wurden sie von australischen Truppen erobert, und nach dem Ersten Weltkrieg als Mandat des Völkerbundes von Australien verwaltet. Von 1942 bis 1944 waren die Inseln von Japan besetzt, kehrten aber 1949 in australische Verwaltung zurück. Seit 1975 sind sie Teil des unabhängigen Staates Papua-Neuguinea.